# Selos e história postal da Alemanha
A história postal e os selos da Alemanha reflectem a complexa história do país nos últimos 150 anos. Nos tempos do Império Alemão (Deutsche Reich), entre 1871 e 1945, o serviço postal era assegurado pelo Reichspost. Após o final da Segunda Guerra Mundial, o Reichspost deu lugar ao Deutsche Post sob controlo dos Aliados (1945 - 1949) e, após o desmembramento do país, foi substituído pelo Deutsche Post da RDA (1949-1990) e pelo Deutsche Bundespost da RFA (1949-1995), enquanto que a cidade Berlim Ocidental foi dotada de um serviço próprio, o Deutsche Bundespost Berlin (1949-1990). Após a reunificação da Alemanha, foi criado o Deutsche Post AG (a partir de 1995).

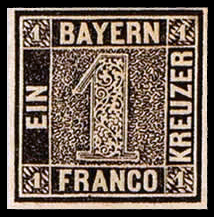
Primeiro selo da Baviera (1849)

## As origens

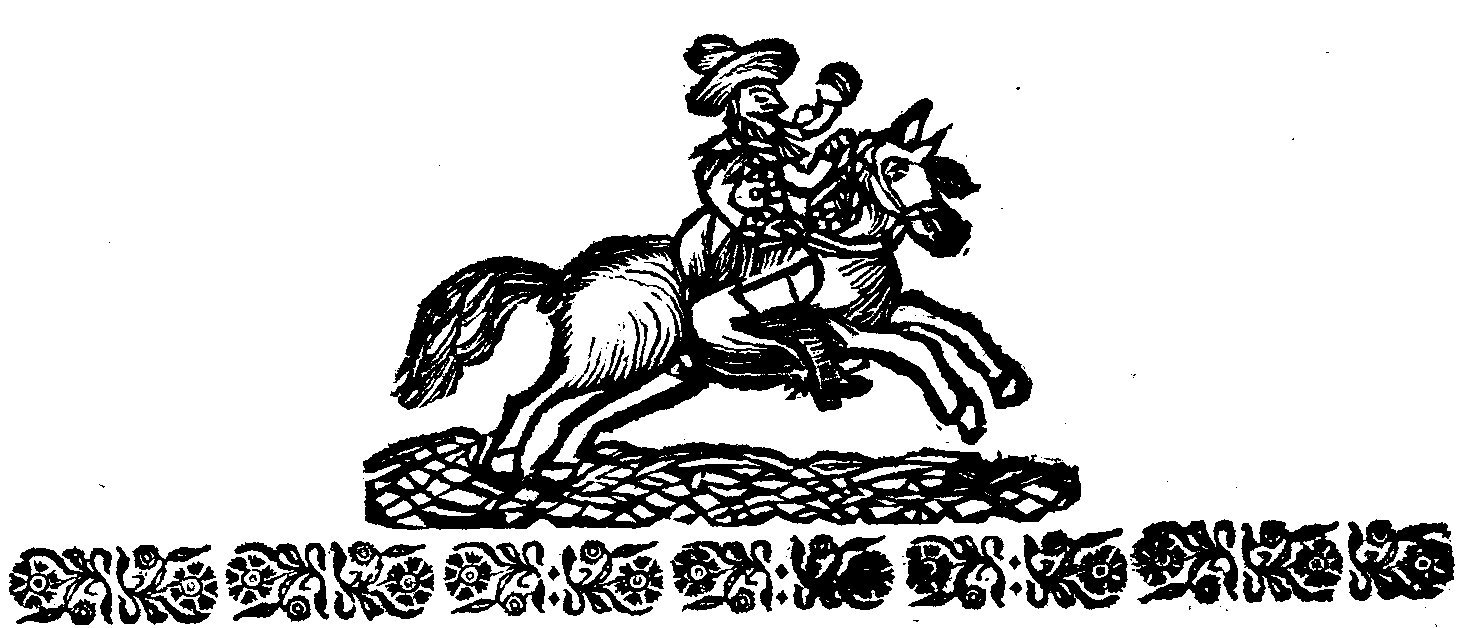
carteiro anunciando a sua chegada com uma corneta postal

### O Correio Metzger
O Correio Metzger é por vezes considerado como o primeiro serviço postal internacional da Idade Média. A confraria dos talhantes (em alemão: Metzger) organizara um sistema de serviço de correios a cavalo. Quando o carteiro chegava ao seu destino, anunciava a sua chegada utilizando uma corneta. Este hábito valorizou a corneta postal, tornando-a um símbolo quase universal dos serviços postais. O correio Metzger foi criado no século XII e perduraria até 1637, período do monopólio dos Thurn und Taxis.

### A família Thurn und Taxis[2]
Em 1497, sob o impulso de Maximiliano I, imperador do Sacro Império Romano-Germânico, Franz von Taxis da casa principesca de Thurn und Taxis estabeleceu um serviço postal que substituiu os sistemas ad-hoc de correios oficiais. Assentava num conjunto de estafetas postais (a cavalo) que diminuía os tempos de entrega e que, sobretudo, tornava previsíveis os tempos de transporte.
A partir dessa altura, a casa Thurn und Taxis, caracterizada pelo uniforme imperial amarelo e negro, manteve o privilégio postal ao longo de vários séculos. Em 1950, retomou o uso de coches puxados a cavalo, pela primeira vez desde o fim do Império Romano. Este ressurgimento aconteceu na pequena cidade húngara de Kocs, de onde derivou a palavra coche.
Thurn und Taxis perdeu o seu monopólio quando Napoleão autorizou a Confederação do Reno a estabelecer outros serviços postais. A agência continuou a exercer a sua actividade até 1867, chegando mesmo a emitir alguns selos  te and even issued some stamps, antes de vender os seus privilégios quando a Prússia criou a Confederação da Alemanha do Norte.

## Confederação Germânica
A Confederação Germânica (Deutscher Bund, em alemão) foi uma associação política e económica dos principais territórios de língua alemã, criada no Congresso de Viena de 1815, sob hegemonia austríaca, que sucedeu ao milenar Sacro Império Romano-Germânico, dissolvido em 1806 pelas invasões napoleónicas.

## A República de Weimar

### A hiperinflação de 1923

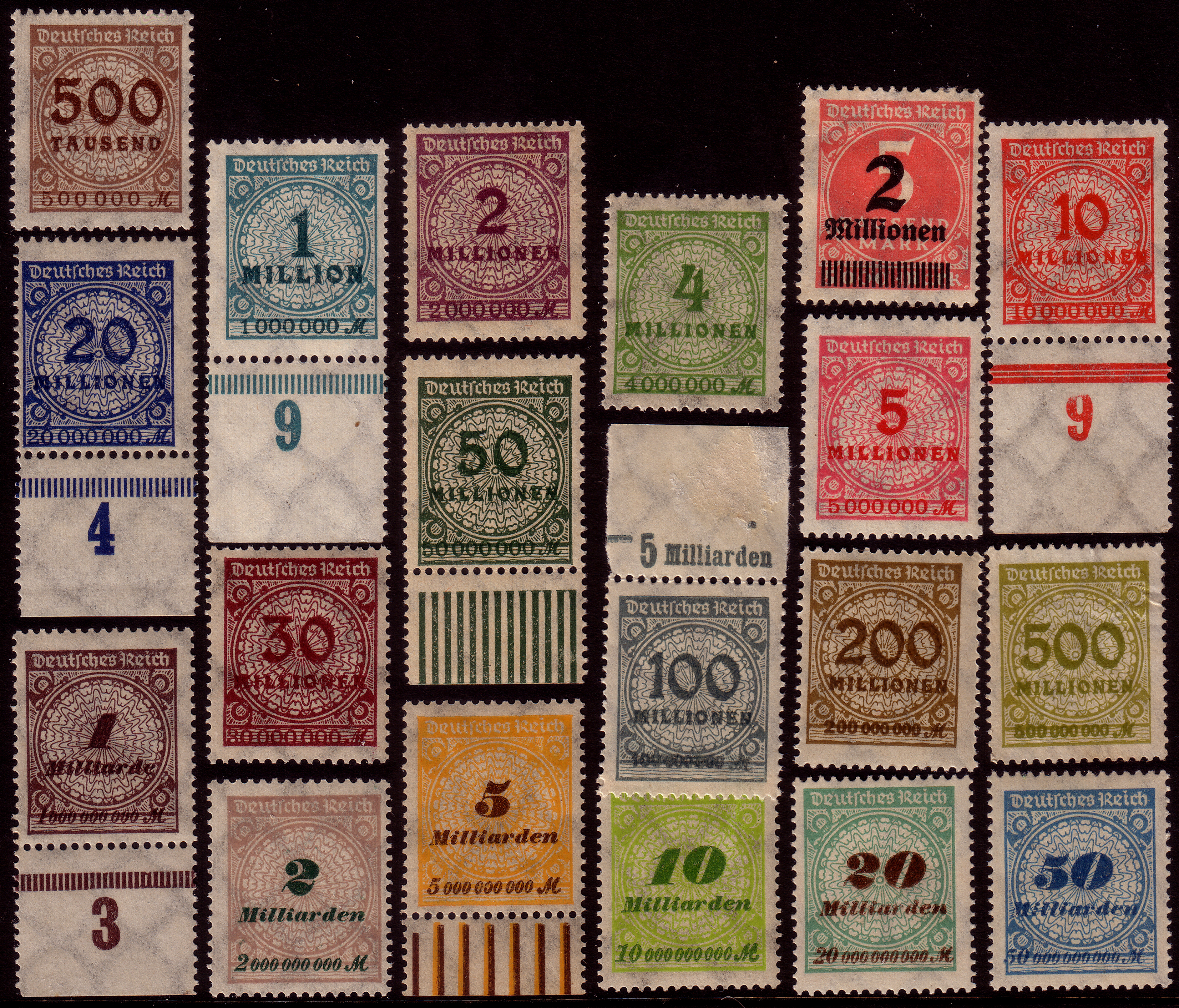
Selos alemães do período da hiperinflação de 1922-1923

No período de 1914-1919, muitos países abandonaram o padrão ouro para que pudessem emitir dinheiro suficiente para pagar o seu esforço militar na I Guerra Mundial. Assim, a Alemanha suspendeu aquele padrão podendo, portanto, cunhar moeda sem limites. Durante a Guerra o país contraiu uma enorme dívida e esperava sair como potência vencedora e, consequentemente, pagar os seus compromissos. Ao invés, a Alemanha saiu derrotada, pelo que não conseguiu honrar esses compromissos nem pagar o severo programa de reconstrução imposto pelos aliados. 
Para fazer frente aos graves défices orçamentais, o governo alemão continuou a emitir mais dinheiro sem lastro, levando à queda do valor do marco e ao afundamento da economia alemã. A inflação disparou e atingiu uma taxa média equivalente de 20.9% ao dia. Os Correios não conseguiam acompanhar uma tal taxa de inflação através da emissão de novos selos, pelo que iam sobrecarregando os existentes com valores faciais cada vez maiores, atingindo os vários milhões de marcos num único selo normal de correio.